# Battle Range
Battle Range är ett berg i Kanada.   Det ligger i provinsen British Columbia, i den centrala delen av landet, 3 100 km väster om huvudstaden Ottawa. Toppen på Battle Range är 2 407 meter över havet.
Terrängen runt Battle Range är bergig. Trakten runt Battle Range är nära nog obefolkad, med mindre än två invånare per kvadratkilometer.. Det finns inga samhällen i närheten. 
Trakten runt Battle Range består i huvudsak av gräsmarker.